# Пьервиль (Квебек)
Пьервиль  (фр. Pierreville) — муниципалитет в регионе Центральный Квебек, провинция Квебек, Канада. Пьервиль расположен у слияния рек Святого Лаврентия и Сен-Франсуа, на берегу озера Сен-Пьер. Население муниципалитета, по данным канадской переписи 2011 года, 2 176 человек.
Пьервиль расположен напротив города Сен-Франсуа-дю-Лак около реки Сен-Франсуа и на пересечении дорог №132 и №226. Часть индейского племени Абенаки расположена в пределах города, границы заповедника начинаются менее чем в километре от главной улицы города.

## История
21 августа 1991 года, торнадо "де Маскинонже" категории F3 ударило по округу Нотр-Дам-де-Пьервиль (сегодня часть Пьервиля), уничтожив несколько домов. Ранения различной тяжести получили 15 человек.
13 июня 2001 года округ Нотр-Дам-де-Пьервиль и Сент-Томас-де-Пьервиль были объединены в один муниципалитет Пьервиль.

## Демография
| Год               | Население | %       |
| ----------------- | --------- | ------- |
| 2011 год          | 2 176     | ▼ 6,9%  |
| 2006 год          | 2 337     | ▼ 2,7%  |
| 2001 год          | 2 402 (+) | ▲ 60,4% |
| 2001 год          | 950       | ▼ 10,0% |
| Изменение границы | 1 055     | ▲ 7,5%  |
| 1996 год          | 976       | ▼ 9,1%  |
| 1991 год          | 1 074     | н/д     |

| Язык                     | Население | %      |
| ------------------------ | --------- | ------ |
| Французский              | 2 235     | 97,60% |
| Английский               | 10        | 0,44%  |
| Английский и французский | 0         | 0,00%  |
| Другой                   | 45        | 1,96%  |

## Экономика

### Производство
Пьервиль — крупный центр по производству пожарных автомобилей.
Во время визита Иоанна Павла II в Канаду в 1984 году, Пьер Тильбо модифицировал Chevrolet Silverado в папамобиль. Впоследствии именно эта машина была использована во время поездки папы римского на Кубу в 1998 году, и была отправлена в канадский музей науки и технологии в 2005. Второй автомобиль, построенный Thibault Fire Engine Company был отправлен в Ватикан в 1984 году.

### Сельское хозяйство
Как и во всём остальном регионе Центральный Квебек, сельское хозяйство играет важную роль в экономике Пьервиля: на территории муниципалитета расположено много молочных, овощных и других ферм.